# 魔術使いシド&リドシリーズ
『魔術使いシド&リドシリーズ』（まじゅつつかいシド&リドシリーズ）は、木々による日本の漫画作品。

## 概要
木々の代表的シリーズで、現代ヨーロッパを主な舞台とし、魔術使いシドとリドを主人公とする。
作品・シリーズによって掲載誌が異なり、『LaLa DX』(白泉社)、『Bstreet』（ソニーマガジンズ→幻冬舎コミックス）、『ミステリービィストリート』・『スピカ』・『WebコミックGENZO』内スピカ（いずれも幻冬舎コミックス）といった複数の雑誌に連載された。単行本も白泉社、ソニーマガジンズ、幻冬舎コミックスといった複数の出版社によって刊行された。
『comicスピカ』No.23（2013年8月28日発売）からNo.41（2015年2月27日発売）まで続編『バリエ ガーデン』が連載。2015年6月号より『月刊バーズ』に移籍したが、2018年6月号での掲載を最後に同雑誌が休刊したため電子雑誌『ルチルSWEET』36号より連載を継続している。

## 登場人物
シド・アゼル
声 - 三木眞一郎
リド・アゼル
声 - 保志総一朗

## 書誌情報

### 白泉社
- 木々『魔術使いシド&リドシリーズ』白泉社〈花とゆめコミックス〉、全2巻
  1. 「ロマネスクバリエ」1999年5月、ISBN 4-592-17723-1
  2. 「ミスティックバリエ」1999年12月、ISBN 4-592-17745-2

### ソニー・マガジンズ
- 木々『魔術使いシド&リドシリーズ』ソニー・マガジンズ〈バーズコミックスデラックス〉、全3巻
  1. 「ロマネスクバリエ」2001年4月、ISBN 4-7897-8352-9
  2. 「ミスティックバリエ」2001年5月、ISBN 4-7897-8357-X
  3. 「クラシカルバリエ」2000年10月、ISBN 4-7897-8309-X
上記の「ロマネスクバリエ」及び「ミスティックバリエ」新装版より前に発売。

### 幻冬舎コミックス
- 木々『魔術使いシド&リドシリーズ』幻冬舎コミックス〈バーズコミックスデラックス〉、全9巻
  1. 「ロマネスクバリエ」2002年5月24日発売、ISBN 4-344-80079-6
  2. 「ミスティックバリエ」2002年8月24日発売、ISBN 4-344-80125-3
  3. 「クラシカルバリエ」2002年9月24日発売、ISBN 4-344-80136-9
  4. 「スウィートバリエ」2002年1月24日発売、ISBN 4-344-80017-6
上記の「ロマネスクバリエ」、「ミスティックバリエ」及び「クラシカルバリエ」（出版社の移行。装丁は同じ）より前に発売。
  5. 「シルエットバリエ」2002年12月24日発売、ISBN 4-344-80173-3
  6. 「クレセントバリエ」2004年1月24日発売、ISBN 4-344-80359-0
  7. 「シークレットバリエ」2004年12月24日発売、ISBN 4-344-80491-0
  8. 「ファンタスティックバリエ」2006年3月24日発売、ISBN 4-344-80722-7
  9. 「ノスタルジックバリエ」2007年6月23日発売、ISBN 978-4-344-80995-6
- 木々『Syd&Lid』幻冬舎コミックス〈幻冬舎コミックス漫画文庫〉、全5巻
  1. 2012年1月24日発売、ISBN 978-4-344-82421-8
  2. 2012年4月24日発売、ISBN 978-4-344-82505-5
  3. 2012年7月24日発売、ISBN 978-4-344-82573-4
  4. 2012年10月24日発売、ISBN 978-4-344-82647-2
  5. 2013年1月24日発売、ISBN 978-4-344-82725-7
- 木々『バリエ ガーデン』幻冬舎コミックス〈スピカコレクション〉、既刊6巻
  1. 2014年10月24日発売、ISBN 978-4-344-83244-2
  2. 2015年12月24日発売、ISBN 978-4-344-83589-4
  3. 2017年1月24日発売、ISBN 978-4-344-83892-5
  4. 2018年6月23日発売、ISBN 978-4-344-84189-5
  5. 2020年8月24日発売、ISBN 978-4-344-84699-9
  6. 2023年4月24日発売、ISBN 978-4-344-85219-8

## ドラマCD
『ロマネスクバリエ～伝奇的変奏曲～』がARGENTO RECORDSより2003年7月25日に発売。